# Twelve (abc男のゲーム)
『twelve』（トゥエルブ）は、『テックウィンDVD』2004年7月号のコンテストパークにおいて金賞を受賞したアドベンチャーゲーム。RPGツクール2003製の脱出ゲームであり、「フリーゲーム界」でファンが多く「実力派のツクール作品製作者」とされるabc男によって制作された。同年7月8日に作者が運営していたウェブサイトABCOにおいてフリーウェアとして公開され、現在はベクターからダウンロードが可能となっている。

## 概要
16の部屋によって構成される館の仕掛けを解き、プレイヤーキャラクターの一人である「スーツ」を脱出させることが目的のゲームとなっている。
プレイヤーは5人のキャラクターを操作できるが、同時に複数のキャラクターを操作することはできない。またスーツを除く4人はそれぞれ異なる能力を持っており、「メガネ」は文章を記憶し、「金髪」は後述する危険区域を感知できる。また「赤髪の女の子」はキャラクター全員の居場所がわかり、「セーラー服」は経過時間を知ることができる。
キャラクターは一人につき3個までアイテムを持つことが可能であり、文章を記録できる「メモ」や危険区域を感知できる「レッドアラーム」、全員の居場所が把握できる「リストモニタ」や時間を表示できる「腕時計」などが存在する。アイテムの使用やメモの参照などはメニューから実行でき、またセーブも可能となっている。
ゲームオーバーの条件は、危険区域となった部屋にプレイヤーキャラクターが一定の時間とどまっていることである。危険区域は1分ごとに指定されるが、危険区域の隣の部屋が次の危険区域になることはない。なおゲームオーバー時の残酷シーンは、初期設定では非表示になっている。

## 評価
コンテストパークでは、「徐々に謎が明らかになっていくのが快感」で「言うことナシのデキ」と評されている。また「ところどころに落ちているメモでヒントを与える配慮」も評価されている。
窓の杜のコーナー「週末ゲーム」では、「仕掛けの巧妙さが秀逸」で「謎を1つ解くたびに“なるほどこういうことだったのか！”という驚きが味わえる点が醍醐味」と評価されている。そして「軽い気持ちでサクサク進めていくのは非常に困難」であり「じっくり腰を落ち着けてプレイするのに適している」作品と評されている。
「ブロ番ガイド」（Yahoo! BB）では、「それぞれの仕掛けが実に凝っており、謎解きモノが好きな人にはぜひプレイしてもらいたい作品」として紹介されている。

## 関連作品
作者であるabc男は、本作以外にも謎解きに重点を置いたアドベンチャーゲームを多く制作している。abc男らによるウェブサイト「えびふろ」によると、2003年9月11日に公開された作品『205』が最初の「謎解きゲー」とされる。また公開されているすべての作品について、実況プレイの動画配信を無制限に認めることが表明されている。

### wedding?
屋敷の中で主人公の婚約者を捜すいうストーリーの作品。2004年4月24日公開。RPGツクール2000製。『タダで楽しむ!ウインドウズ最強ゲーム100』（PC・GIGA特別集中講座）では、「アドベンチャー初心者でもわかりやすく楽しめる作品」として紹介されており、レトロな雰囲気のドット絵も「たまらない魅力を持っている」と評されている。

### an old man
屋敷の中で主人公の祖父を捜すというストーリーの作品。2004年5月14日公開。RPGツクール2000製。窓の杜では、「試行錯誤を繰り返し、この世界の勝手が徐々に分かってくると、途端に楽しくなってくる不思議な作品」と評されている。『タダで楽しむ!最強ゲーム100』では、abc男の「サクッとプレイできるのでオススメ」とのコメントとともに紹介されている。

### 蜜柑の夢
学校を舞台とする作品。2005年2月12日公開。RPGツクール2003製。本作では主人公が所持している音楽プレイヤー風の携帯機「PDA」がメニューとなっている。また鍵のかかった部屋は、IDカードを使いパスワードを入力することによって開けることができる。なお「他の作品と比べると、会話シーンや謎解きと直接関係ないテキストは少し多め」とされる。

### Orb.
主人公が恋人を救うために「神の宝珠」がある遺跡を探索するというストーリーの作品。2006年4月29日公開。RPGツクール2003製。ベクターの新着ソフトレビューでは、「わずかなヒントで即死トラップをかいくぐる思考型アドベンチャーゲーム」と紹介されており、「個々のトラップをクリアするための手がかりが必要最小限しか与えられないため、解くにはかなりの試行錯誤とひらめきが必要になるが、そこがおもしろい」と評されている。もぐらゲームスでは、4種類用意されたエンディングについて「一概にどれがベストエンディングとは言い切れない絶妙な後味」と評されている。